# Lincoln (film)
Lincoln je ameriško-indijski zgodovinski film iz leta 2012, ki ga je režiral in koproduciral Steven Spielberg, v naslovni vlogi pa nastopa Daniel Day-Lewis kot ameriški predsednik Abraham Lincoln. V stranskih vlogah nastopajo Sally Field, David Strathairn, Joseph Gordon-Levitt, James Spader, Hal Holbrook in Tommy Lee Jones. Scenarij je napisal Tony Kushner in ohlapno temelji na biografiji Team of Rivals: The Political Genius of Abraham Lincoln Doris Kearns Goodwin iz leta 2005 in prikazuje zadnje štiri mesece of Lincolnovega življenja, s poudarkom na njegovim naporom januarja 1895, da bi Predstavniški dom ameriškega kongresa sprejel trinajsti amandma k Ustavi Združenih držav Amerike za odpravo suženjstva.
Film je koproducirala Spielbergova pogosta sodelavka Kathleen Kennedy preko družbe Kennedy/Marshall Company, ob sodelovanju Spielbergove družbe Amblin Entertainment. Snemanje se je pričelo 17. oktobra 2011 in zaključilo 19. decembra, 2011. Film je bil premierno prikazan 8. oktobra 2012 na Newyorškem filmskem festivalu. Posnet je bil v koprodukciji ameriških družb DreamWorks Pictures, 20th Century Fox in Participant Media z indijsko družbo Reliance Entertainment. V ameriških kinematografih ga je distributer Touchstone Pictures začel predvajati 9. novembra 2012, mednarodno pa ga je distribuirala družba 20th Centurys.
Naletel je na dobre ocene kritikov, ki so posebej pohvalili igro Day-Lewisa, Spielbergovo režijo in kostumografijo. Na 85. podelitvi je bil nominiran za oskarja v dvanajstih kategorijah, tudi za najboljši film in režijo, prejel pa nagradi za najboljšega igralca (Day-Lewis) in kostumografijo. Nominiran je bil tudi za sedem zlatih globusov in deset nagrad BAFTA, obakrat je prejel nagrado za najboljšega igralca (Day-Lewis). Tudi finančno je bil uspešen z več kot 275 milijoni USD prihodkov.

## Vloge
Lincolnova domačija
- Daniel Day-Lewis kot ameriški predsednik Abraham Lincoln[13]
- Sally Field kot prva dama Mary Todd Lincoln[14]
- Gloria Reuben[15] kot Elizabeth Keckley
- Joseph Gordon-Levitt kot Robert Todd Lincoln[16]
- Gulliver McGrath kot Tad Lincoln[17]
- Stephen Henderson kot Lincolnov strežnik William Slade[18]
- Elizabeth Marvel kot ga. Jolly[18]
- Bill Camp kot g. Jolly

unionistična vojska
- Adam Driver kot Samuel Beckwith
- Jared Harris kot general Ulysses S. Grant[18]
- Asa-Luke Twocrow kot polkovnik Ely S. Parker[19]
- Colman Domingo kot vojak Harold Green[18]
- David Oyelowo kot desetnik Ira Clark[20]
- Lukas Haas kot prvi beli vojak[18]
- Dane DeHaan kot drugi beli vojak[18]

Bela hiša
- David Strathairn kot državni sekretar William H. Seward[21]
- Bruce McGill kot sekretar vojne Edwin M. Stanton[22]
- Joseph Cross kot major John Hay, Lincoln's military secretary
- Jeremy Strong kot John George Nicolay[15][18]
- Grainger Hines kot sekretar za mornarico Gideon Welles[23]
- Richard Topol kot pravosodni minister James Speed[18]
- Dakin Matthews kot sekretar za notranje zadeve John Palmer Usher[15][18]
- Walt Smith kot minister za finance William P. Fessenden[23]
- James Ike Eichling kot direktor pošte William Dennison[23]

Predstavniški dom ameriškega kongresa
- Tommy Lee Jones kot Thaddeus Stevens.[16][24]
- Lee Pace kot Fernando Wood
- Peter McRobbie kot George H. Pendleton
- Bill Raymond kot Schuyler Colfax
- David Costabile kot James Ashley[15]
- Stephen Spinella kot Asa Vintner Litton[18]
- Michael Stuhlbarg kot George Yeaman[18]
- Boris McGiver kot Alexander Coffroth[15]
- Walton Goggins kot Clay Hawkins[25]
- David Warshofsky kot William Hutton[15]
- Michael Stanton Kennedy kot Hiram Price
- Raynor Scheine kot Josiah S. »Beanpole« Burton
- Christopher Evan Welch kot Edward McPherson

Republikanska stranka
- Hal Holbrook kot Francis Preston Blair.[15][18]
- James Spader kot William N. Bilbo[15]
- Tim Blake Nelson[26] kot Richard Schell
- John Hawkes[15] kot polkovnik Robert Latham
- Byron Jennings[15] kot Montgomery Blair[18]
- Julie White kot Elizabeth Blair Lee[18]
- S. Epatha Merkerson kot Lydia Smith[18]
- Wayne Duvall kot Benjamin »Bluff Ben« Wade
- John Hutton kot Charles Sumner[23]

Konfederacijska stran
- Jackie Earle Haley kot Alexander H. Stephens[27]
- Gregory Itzin kot John Archibald Campbell[18]
- Michael Shiflett kot Robert M. T. Hunter
- Christopher Boyer kot Robert E. Lee